# Sheffield (Illinois)
Sheffield – wieś w Stanach Zjednoczonych, w stanie Illinois, w hrabstwie Bureau.